# Longi
Longi là một đô thị ở tỉnh Messina trong vùng Sicilia của Ý, có vị trí cách khoảng 120 km về phía đông của Palermo và vào khoảng 70 km về phía tây của Messina. Tại thời điểm ngày 31 tháng 12 năm 2004, đô thị này có dân số 1.610 người và diện tích là 42,2 km².
Đô thị Longi có các frazioni (các đơn vị cấp dưới, chủ yếu là các làng) Stazzone, Crocetta, Pado, và Filipelli.
Longi giáp các đô thị: Alcara li Fusi, Bronte, Cesarò, Frazzanò, Galati Mamertino, Maniace, San Marco d'Alunzio, Tortorici.